# ان‌جی‌سی ۳۸۷
ان‌جی‌سی ۳۸۷ (انگلیسی: NGC 387) نام یک کهکشان در صورت فلکی ماهی است.